# Liste der Baudenkmale in Rollwitz
In der Liste der Baudenkmale in Rollwitz sind alle denkmalgeschützten Bauten der vorpommerschen Gemeinde Rollwitz und ihrer Ortsteile aufgelistet. Grundlage ist die Veröffentlichung der Denkmalliste des Kreises Uecker-Randow mit dem Stand vom 1. Februar 1996.

## Baudenkmale nach Ortsteilen

### Rollwitz
| ID | Lage                          | Bezeichnung                                                                | Beschreibung | Bild                                                                       |
| -- | ----------------------------- | -------------------------------------------------------------------------- | --- | -------------------------------------------------------------------------- |
|    | Dorfstraße 1 (Karte)          | Gutsanlage mit Landarbeiterhaus, Mauer und Glockenturm sowie Stallspeicher | Unsanierter, 2-geschossiegr Putzbau mit Krüppelwalm und Mittelrisalit, Brandschäden von 1988; ruinöser 2-geschossiegr Stallspeicher; Torturm der Mauer als Glockenturmruine                                                             | Gutsanlage mit Landarbeiterhaus, Mauer und Glockenturm sowie Stallspeicher |
|    | Dorfstraße 1 (Karte)          | Kirche                                                                     | Die Feldsteinkirche in Rollwitz entstand vermutlich im 13. Jahrhundert. Der Chor sollte ursprünglich nach Westen hin durch ein breiteres Kirchenschiff ergänzt werden. Im Innern steht unter anderem ein Kanzelaltar aus dem Jahr 1731. | Weitere Bilder                                                             |
|    | (Karte)                       | Kriegerdenkmal 1914/1918                                                   | | Kriegerdenkmal 1914/1918                                                   |
|    | Prenzlauer Chaussee 9 (Karte) | Landarbeiterhaus mit Stall                                                 | |                                                                            |

### Damerow
| ID | Lage                  | Bezeichnung                                                            | Beschreibung | Bild                       |
| -- | --------------------- | ---------------------------------------------------------------------- | ------------ | -------------------------- |
|    | Dorfstraße 6 (Karte)  | Landarbeiterhaus                                                       |              |                            |
|    | Dorfstraße 8 (Karte)  | Landarbeiterhaus                                                       |              |                            |
|    | Dorfstraße 12         | Landarbeiterhaus                                                       |              |                            |
|    | Dorfstraße 14         | Landarbeiterhaus                                                       |              |                            |
|    | Dorfstraße 23 (Karte) | ehem. Schule mit Stall                                                 |              | ehem. Schule mit Stall     |
|    | Dorfstraße 28 (Karte) | Wohnhaus                                                               |              |                            |
|    | Dorfstraße            | Friedhof mit Mauer, Grabkreuz Tadeusz Lubanski und Grabgitter Schölzel |              |                            |
|    | (Karte)               | Gutsanlage mit Park                                                    |              |                            |
|    | Nr. 2 (Karte)         | Inspektorenhaus                                                        |              | Inspektorenhaus            |
|    |                       | Speicher                                                               |              |                            |
|    |                       | Brennerei                                                              |              |                            |
|    |                       | Eselstall                                                              |              |                            |
|    |                       | Kuhstall                                                               |              |                            |
|    |                       | Pferdestall                                                            |              |                            |
|    |                       | Schafstall                                                             |              |                            |
|    |                       | ehem. Düngerschuppen                                                   |              |                            |
|    |                       | Stellmacherei mit Transmission                                         |              |                            |
|    |                       | Schmiede mit Anbau                                                     |              |                            |
|    |                       | Scheune                                                                |              |                            |
|    |                       | Alte Bäckerei                                                          |              |                            |
|    |                       | Eiskeller                                                              |              |                            |
|    |                       | Taubenhaus                                                             |              |                            |
|    |                       | Grabstätte von Winterfeld                                              |              | Grabstätte von Winterfeld  |
|    |                       | Pflasterung auf dem Gutshof mit Anbindung zur Dorfstraße               |              |                            |
|    |                       | Kirchenruine (im Gutspark)                                             |              | Kirchenruine (im Gutspark) |
|    |                       | Kriegerdenkmal 1914/1918 (auf dem Friedhof)                            |              |                            |

### Schmarsow
| ID | Lage    | Bezeichnung                                                     | Beschreibung | Bild |
| -- | ------- | --------------------------------------------------------------- | ------------ | ---- |
|    | (Karte) | Gutsanlage mit Scheune, 2 Ställen, ehem. Brennerei und Schuppen |              |      |
|    | (Karte) | Kirche mit Winterfeldscher Gruft und Friedhofsmauer             |              |      |

### Züsedom
| ID | Lage             | Bezeichnung                          | Beschreibung | Bild                                 |
| -- | ---------------- | ------------------------------------ | ------------ | ------------------------------------ |
|    | Dorfstraße 5     | ehem. Schlachthaus                   |              |                                      |
|    | Dorfstraße 13    | Stallspeicher                        |              |                                      |
|    | Dorfstraße 18/20 | Wohnhaus                             |              |                                      |
|    | Dorfstraße 22    | Wohnhaus                             |              |                                      |
|    | Dorfstraße 32    | Schule                               |              |                                      |
|    | Dorfstraße 36    | ehem. Bahnhof und Stall              |              |                                      |
|    | (Karte)          | Gutshaus und Parkmauer               |              | Gutshaus und Parkmauer               |
|    | (Karte)          | Kirche mit Kirchhofmauer und -portal |              | Kirche mit Kirchhofmauer und -portal |
|    |                  | Wegweiser, Dorfstraße                |              |                                      |

## Quelle
- Bericht über die Erstellung der Denkmallisten sowie über die Verwaltungspraxis bei der Benachrichtigung der Eigentümer und Gemeinden sowie über die Handhabung von Änderungswünschen (Stand: Juni 1997)